# كأس الإنتركونتيننتال 1981
الكأس العالمية أو كأس إنتركونتيننتال 1981 (1981 Intercontinental Cup) كانت مباراة كرة قدم بين ليفربول الإنجليزي وفلامنغو البرازيلي في 13 ديسمبر 1981 على الملعب الوطني في طوكيو، اليابان.أقيمت مسابقة كأس الانتركونتيننتال السنوية بين الفائزين بكأس أوروبا وكوبا ليبرتادوريس.تأهل فلامنجو لكأس الانتركونتيننتال للمرة الأولى بعد نجاحه في كأس كوبا ليبرتادوريس.كان ليفربول يظهر أيضًا في أول كأس إنتركونتيننتال.وكانوا قد رفضوا المشاركة في عامي 1977 و 1978 بعد فوزهم بكأس أوروبا.في 27 أكتوبر 2017، عقب اجتماع عُقد في كولكاتا بالهند، اعترف مجلس FIFA بالفائزين في كأس إنتركونتيننتال كأبطال للعالم.
تأهل ليفربول إلى كأس الانتركونتيننتال بفوزه بالبطولة التمهيدية لكأس أوروبا، كأس أوروبا.فازوا بكأس أوروبا 1980-81 بفوزهم على ريال مدريد الإسباني 1-0 في المباراة النهائية.تأهل فلامنجو بفوزه في مسابقة كأس أمريكا الجنوبية الأولية، كوبا ليبرتادوريس.فازوا على فريق كوبريلوا التشيلي 2-0 في مباراة فاصلة بعد أن انتهت المواجهات السابقة 2-2 بفارق نقطتين ليفوزوا بكأس ليبرتادوريس 1981.
شاهد المباراة جمهور مكون من 62000 متفرج، تقدم فلامينجو في الدقيقة 12 عندما سجل جواو باتيستا نونيس.عززوا تقدمهم في الدقيقة 34 عندما أضاف أديليو ثانية.تم تسجيل هدف آخر في الدقيقة 41 من قبل Nunes ليمنح فلامنجو التقدم 3-0 في الشوط الأول.لم يتمكن ليفربول من الرد في الشوط الثاني، وبدون تسجيل أي أهداف أخرى، فاز فلامينجو بالمباراة ليضمن فوزه الأول في كأس الانتركونتيننتال.وهذا هو الانتصار الرابع على التوالي لفريق من أمريكا الجنوبية.

## الخلفية
تأهل ليفربول لكأس الانتركونتيننتال بصفته الفائز بكأس أوروبا.فازوا بكأس أوروبا 1980-1981 بفوزهم على ريال مدريد 1-0 في النهائي. كان هذا أول ظهور لهم في كأس الانتركونتيننتال.كان من المقرر عقدها في عامي 1977 و 1978 لكنها لم تتنافس.رفضوا اللعب في عام 1977 واستبدلوا بالوصيف بوروسيا مونشنجلادباخ، بينما قرر ليفربول ضد بوكا جونيورز في عام 1978 بسبب وحشية مباريات كأس إنتركونتيننتال السابقة.
تأهل فلامنجو للمنافسة بعد فوزه بكأس ليبرتادوريس 1981.فازوا على فريق تشيلي كوبريلوا 2-0 في مباراة فاصلة بعد أن أسفرت المباراتان السابقتان عن التعادل 2-2 بالنقاط. المحطة الثانية والإعادة شابتها الوحشية.تم قطع لاعبي فلامنجو Adílio و Lico بسبب صخرة أدخلها مدافع Cobreloa Mario Soto إلى أرض الملعب خلال مباراة الإياب.بينما تم طرد أربعة لاعبين في المباراة الفاصلة. وكان هذا أول ظهور لفلامنجو في كأس الانتركونتيننتال بعد فوزه بكأس ليبرتادوريس للمرة الأولى.

## تفاصيل المباراة
الفرصة الأولى كانت من نصيب فلامينجو في الدقيقة 12 التي سجل منها.زيكو مرر إلى نونيس، الذي دخل بين مدافعي ليفربول فيل نيل وفيل طومسون.مرت التمريرة فوق رأس طومسون ووضع نونيس الكرة خلف جروبيلار بلمسة أولى ليمنح فلامينجو التقدم.ذكر إيان هارجريفز، الذي كتب في صحيفة ليفربول ديلي بوست، أن الهدف الأول «كان ضربة محطمة وهدف لم يتعافى منه ليفربول أبدًا». كما أشار إلى أن «البرازيليين، الذين لعبوا مباراتهم رقم 77 هذا الموسم، قاموا بضرب الكرة بعناية شديدة وكان لديهم دائمًا وقت إضافي».وسقطت الفرصة التالية في المباراة على مدافع فلامينجو جونيور.وجدت الزاوية التي اتخذها تيتا جونيور، الذي كان على بعد 30 يارد (27 م) من المرمى، كانت تسديدته بعيدة عن مرمى ليفربول.بعد فترة وجيزة، حصل فلامينجو على ركلة حرة عندما أسقط لاعب وسط ليفربول تيري ماكديرموت تيتا.عندما ركض زيكو لتنفيذ الركلة الحرة، خرج لاعب فلامينجو من الحائط أمام مرمى ليفربول.ترك هذا ثغرة مرت من خلالها تسديدة زيكو، على الرغم من تمكن جروبيلار من إيقاف التسديدة، إلا أن الكرة المرتدة سقطت أمام أديليو، الذي سجل ليمنح فلامينجو التقدم 2-0. الهدف الثالث تبعه بعد سبع دقائق.وضعت تمريرة زيكو نونيس في شباك دفاع ليفربول وتجاوزت تسديدته الدقيقة من الجانب الأيمن من منطقة جزاء ليفربول جروبيلار ليمنح فريق فلامينجو التقدم بنتيجة 3-0.
كاد فلامينجو أن يضيف الهدف الرابع قبل نهاية الشوط الأول، لكن تسديدة أندرادي أنقذها جروبيلار. في الشوط الثاني، كان فلامينجو مقتنعًا بحماية الصدارة ولعب كرة القدم الحيازة في أغلب الأحيان.واصل ليفربول الضغط من أجل هدف واستبدل ماكديرموت بديفيد جونسون في بداية الشوط الأول.ومع ذلك، على الرغم من تسديدتين على المرمى من المهاجم كريج جونستون، الذي كان يلعب مباراته الأولى مع ليفربول، إلا أنهم لم يتمكنوا من تسجيل هدف.انتهت المباراة بنتيجة 3-0 أمام فلامنجو ليضمن فوزه الأول في كأس الانتركونتيننتال.

### التفاصيل
| نادي ليفربول | 0–3   | نادي فلامنغو                               |
| ------------ | ----- | ------------------------------------------ |
|              | تقرير | - جواو باتيستا نونيز 12'، 41' - Adílio 34' |

| ليفربول | فلامينجوا |

|              |    |                 |     |
|              |    |                 |     |
| GK           | 1  | بروس جروبيلار   |     |
| RB           | 2  | فيل نيل         |     |
| CB           | 4  | فيل تومبسون (c) |     |
| CB           | 6  | آلن هانسن       |     |
| LB           | 3  | مارك لورنسون    |     |
| RM           | 14 | سامي لي         |     |
| CM           | 10 | تيري مكديرموت   | 51' |
| CM           | 11 | غرايم سونيس     |     |
| LM           | 5  | راي كينيدي      |     |
| SS           | 7  | كيني دالغليش    |     |
| CF           | 16 | كريغ جونستون    |     |
| Substitutes: |    |                 |     |
| GK           | 13 | Steve Ogrizovic |     |
| DF           | 15 | ألان كينيدي     |     |
| MF           | 17 | كيفن شيدي       |     |
| MF           | 8  | روني ويلان      |     |
| FW           | 12 | ديفيد جونسون    | 51' |
| المدرب:      |    |                 |     |
| بوب بيزلي    |    |                 |     |

|                       |    |                       |  |
|                       |    |                       |  |
| GK                    | 1  | Raul Plassmann        |  |
| RB                    | 2  | خوسيه ليانادرو فيريرا |  |
| CB                    | 13 | مارينيو               |  |
| CB                    | 4  | كارلوس موزير          |  |
| LB                    | 5  | ليوفيغيلدو جونيور     |  |
| DM                    | 6  | اندرادي امارال        |  |
| MF                    | 8  | Adílio                |  |
| AM                    | 10 | Zico (c)              |  |
| FW                    | 7  | تيتا                  |  |
| CF                    | 9  | جواو باتيستا نونيز    |  |
| FW                    | 11 | Lico                  |  |
| Substitutes:          |    |                       |  |
| GK                    | 12 | Cantarele             |  |
| DF                    | 3  | Figueiredo            |  |
| FW                    | 15 | Peu                   |  |
| FW                    | 16 | Baroninho             |  |
| DF                    | 17 | Nei Dias              |  |
| المدرب:               |    |                       |  |
| باولو سيزار كاربجياني |    |                       |  |

| أفضل لاعب: زيكو (فلامينغو) |

## بعد المباراة
كان كاربيجياني، مدرب فلامينجو، سعيدًا بأداء فريقه: «لقد كنا رائعين في الشوط الأول عندما اعتقدت أن ليفربول كان مخيبًا للآمال للغاية.لعبنا أمام زيكو بشكل أكبر من المعتاد، وعلى الرغم من أنه لم يسجل، إلا أنه تسبب في معظم الضرر». وفي حديثه عن المباراة في مقابلة لاحقة، أقر أندرادي بأهمية صانع الألعاب زيكو: «كان زيكو اللاعب الرائع في هذا الفريق، ولكن بجانبه كان هناك الكثير من الجودة.لقد كانت مراوغة في الشوط الأول.في الشوط الثاني تمكنا من إدارة المباراة». شعر زيكو أن لاعبي ليفربول قد استخفوا بقدرة فلامينجو: «ليفربول كان أفضل فريق في أوروبا واستمروا في ذلك، كان لديهم لاعبون ذوو جودة عالية، وقدرة فنية رائعة، لكن فلامينجو لعب كرة قدم أفضل وربما لم يتوقعوا ذلك.سنكون أقوياء جدا.» حصل زيكو على سيارة تويوتا سيليكا نتيجة اختياره أفضل لاعب في المباراة.
كان بيزلي، مدرب ليفربول، في حيرة من أمره ليصف أداء فريقه: «لم أر فريقنا قط بهذا الشكل الممل، ويفتقر إلى الأفكار والعدوانية.أنا ببساطة لا أستطيع أن أفهمها».كان كابتن ليفربول طومسون غير متأكد بنفس القدر من سبب فشلهم في مواجهة فلامينجو: «سمحنا لهم بتحديد وتيرة المباراة.كان يجب أن نحاول تسريعها بدلاً من محاولة مطابقتها بوتيرة أبطأ.لم نلعب أبدًا كما يمكننا، والجميع يعلم أنه يمكننا القيام بذلك». أشاد لاعب خط وسط ليفربول جرايم سونيس بأداء زيكو: «أردت أن أرى كيف سيكون رد فعله على التحدي الجسدي، لكنني لم أستطع الاقتراب منه بما يكفي لمعرفة ذلك.»  إذا نظرنا إلى الوراء بعد سنوات، اعترف مدافع ليفربول مارك لورينسون أن اللاعبين لم يأخذوا المباراة بجدية مثل فلامينجو: «نحن ببساطة لم نأخذ المباراة على محمل الجد، فالأولاد البرازيليون كانوا هناك لمدة عشرة أيام، ويتدربون ويتأقلمون، وهذا كانت صفقة كبيرة بالنسبة لهم.لقد ضربونا بكل تأكيد.كان زيكو مثيرًا».
أنهى ليفربول دوري الدرجة الأولى لكرة القدم 1981-82 في المركز الأول، بفارق أربع نقاط عن إبسويتش تاون في المركز الثاني. كما فازوا بكأس رابطة كرة القدم 1981-82، بفوزهم على توتنهام هوتسبر 3-1 في المباراة النهائية. على الرغم من نجاحهم المحلي، لم يتمكن ليفربول من الاحتفاظ بكأس أوروبا.تم إقصائهم في ربع النهائي بعد فوز البلغاري سسكا صوفيا 2-1 على مباراتين.
فاز فلامينجو عام 1982 ببطولة الدوري البرازيلي لكرة القدم وهزم نادي غريميو في النهائيات. ومع ذلك، لم يتمكنوا من الاحتفاظ بكأس ليبرتادوريس في عام 1982.وصلوا إلى الدور نصف النهائي، لكن تم إقصائهم من قبل الفائز النهائي بينارول.
اعتبر قرار من مجلس الاتحاد الدولي لكرة القدم (الفيفا) في عام 2017، جميع الفائزين السابقين بكأس الانتركونتيننتال أبطال العالم، على نفس مستوى كأس العالم للأندية. التقى الفريقان مرة أخرى في نهائي كأس العالم للأندية 2019 FIFA.فاز ليفربول بالمباراة النهائية 1-0 في الوقت الإضافي.

## قراءات إضافية
- Hale، Steve؛ Ponting، Ivan (1992). Liverpool In Europe. London: Guinness Publishing. ISBN:0-85112-569-7.